# Área de la Bahía de Galveston
El Área de la Bahía de Galveston (en inglés: Galveston Bay Area, también conocida como Bay Area Houston o simplemente the Bay Area) es una región metropolitana geográfica y étnicamente diversa que rodea la bahía de Galveston en la costa de Texas, Estados Unidos. La región está en la parte suroriental de Texas, dentro de la región metropolitana de Houston-The Galveston-Sugarland.
Esta región incluye ciudades como Pasadena, Clear Lake (una parte de Houston), League City, Webster, Baytown, Texas City y Anáhuac. No incluye las ciudades de Houston ni Galveston.
La región tiene gran importancia en Texas, en los Estados Unidos, y en el mundo. Contiene el Centro Espacial Lyndon B. Johnson, la instalación principal de la NASA para las actividades tripuladas espaciales. También la región es un centro para la creación de equipos petrolíferos, el centro más grande del mundo. Otras industrias incluyen la biotecnología y la pesca comercial.
Tiene muchas atracciones turísticas como el Centro Espacial de Houston (Space Center Houston), el Paseo Marítimo de Kemah (Kemah Boardwalk), y parques de ecoturismo como el Centro de la Naturaleza Armand Bayou (Armand Bayou Nature Center) y la Reserva de Fauna Anáhuac (Anahuac Wildlife Preserve) que ofrecen entretenimiento para los habitantes y los visitantes.
La región tiene mucha importancia en la historia de Texas. Es el emplazamiento de unas de las primeras escaramuzas de la Revolución de Texas, las revueltas de Anáhuac, y de la batalla final, la Batalla de San Jacinto.
El Área de la Bahía es hogar de más que 400.000 de personas. El paisaje de la región es una mezcla ecléctica de marismas, playas, instalaciones industriales, lugares turísticos, y monumentos históricos.

## Geografía
El área de la Bahía está ubicada en la planicie costera del golfo, y su vegetación está clasificada como praderas y marismas. Gran parte de las ciudades fueron construidas sobre marismas, pantanos o praderas, que son aún visibles en las zonas circundantes. Las llanuras del terreno local, cuando se combinan con la dispersión urbana, han hecho de las inundaciones un problema recurrente para la ciudad. El centro de la ciudad está a unos 15 metros sobre el nivel del mar, y el punto más alto al noroeste de Houston es de aproximadamente 38 metros de altitud. Las ciudades tuvieron que recurrir a las aguas subterráneas para cubrir sus necesidades, pero la subsidencia de la tierra obligó a las ciudades a tener que emplear fuentes a ras del suelo.

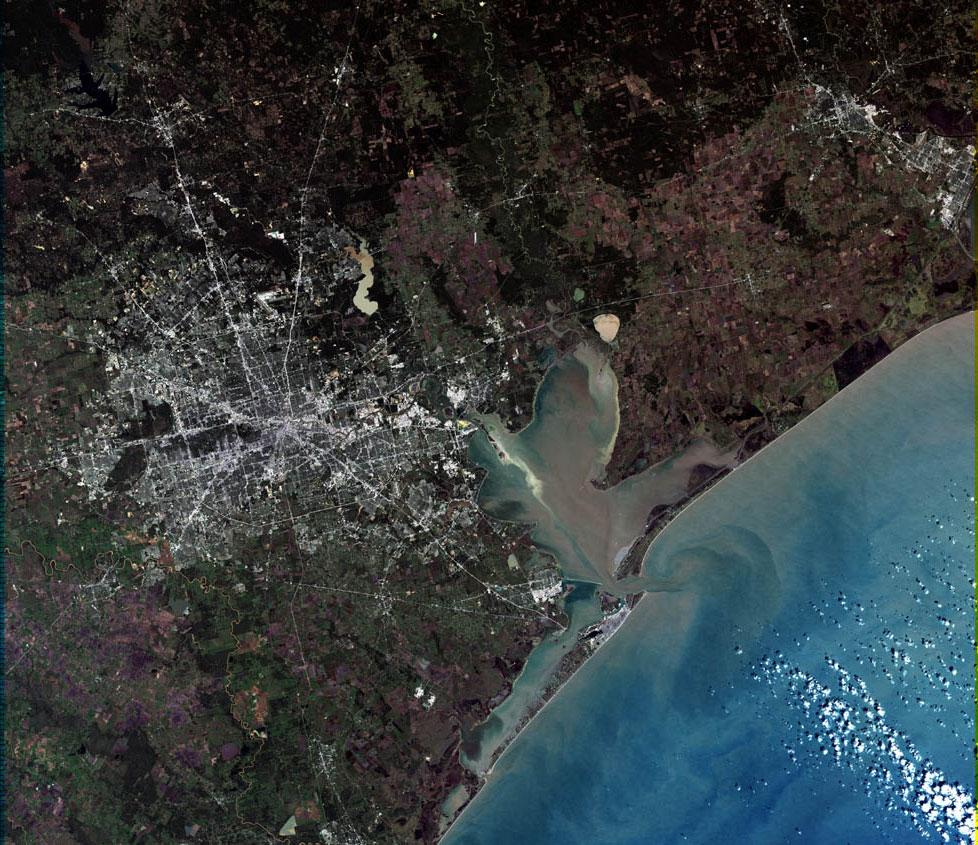
Vista satelital de la Bahía de Galveston.

La región tiene bayous que pasan por las ciudades. El Canal de Navegación de Houston que pasa de Houston por la región continúa pasado la Bahía de Galveston y la Isla de Galveston en dirección al Golfo de México.

### Geología
La región se asienta sobre estratos de arcilla no consolidada, pizarra arcillosa y arena con baja cementación que se extienden por varias millas de profundidad. La geología de la región desarrolló a partir de los depósitos de sedimentos fluviales formados por la erosión de las Montañas Rocosas. Estos sedimentos consisten en una serie de arenas y arcillas depositadas en conjunto con materia orgánica en descomposición que, con el tiempo, se ha transformado en petróleo y gas natural. Bajo los estratos sedimentarios aparece una capa de halita, sal de roca, depositada por las aguas. La porosidad de las capas se comprime en el tiempo y estas son forzadas hacia arriba. Al subir, la halita generó formaciones de domos de sal, atrapando los sedimentos circundantes y en particular, al petróleo y al gas que se filtraron de las arenas porosas adyacentes.
El Área de la Bahía tiene muchas fallas activas. No se han registrado terremotos históricamente en la región, pero los investigadores no descartan la posibilidad de que se hubieran producido en un pasado lejano, ni que puedan ocurrir en el futuro. La tierra en algunas comunidades está descendiendo porque se ha bombeado agua desde el suelo durante muchos años.

### Clima
El Área de la Bahía tiene un clima húmedo subtropical, clasificado como Cfa en el sistema de clasificación de Köppen. Las tormentas supercélula primaverales causan, a menudo, tornados en la zona (pero menos que en Tornado Alley). Los vientos predominantes son del sur y sureste durante la mayor parte del año, lo cual provoca calor en todo el continente procedente de los desiertos de México y la humedad del Golfo de México.
Durante los meses de verano, es común que la temperatura ascienda a más de 32 °C. Sin embargo, la humedad se traduce en un índice de calor superior a la temperatura real. El promedio veraniego por la mañana es de más del 90 por ciento de humedad relativa y aproximadamente del 60 por ciento por la tarde. Los vientos son muy agradecidos en verano y ofrecen más alivio que en Houston y los suburbios del interior. Las tormentas por la tarde son comunes en la región durante el verano.
Los inviernos en la región son bastante suaves. Las máximas típicas en enero, el mes más frío, son de más que 15 °C, mientras que las mínimas típicas bajan a los 5 °C. La nieve es muy poco habitual, en general. La región recibe una gran cantidad de lluvia al año, más que 40 pulgadas anuales. Estas lluvias suelen causar inundaciones en amplias partes de las ciudades.
La región tiene excesivos niveles de ozono y se encuentra entre las ciudades más contaminadas de los Estados Unidos. Las industrias situadas a lo largo del canal navegable son una causa importante de la contaminación del aire de la ciudad.
Los huracanes son una amenaza anual. Aunque la Isla de Galveston y la Península Bolívar funcionan como escudo a la bahía, hay más peligro en la región que en Houston y el interior.
| Parámetros climáticos promedio de Ellington Field | Parámetros climáticos promedio de Ellington Field | Parámetros climáticos promedio de Ellington Field | Parámetros climáticos promedio de Ellington Field | Parámetros climáticos promedio de Ellington Field | Parámetros climáticos promedio de Ellington Field | Parámetros climáticos promedio de Ellington Field | Parámetros climáticos promedio de Ellington Field | Parámetros climáticos promedio de Ellington Field | Parámetros climáticos promedio de Ellington Field | Parámetros climáticos promedio de Ellington Field | Parámetros climáticos promedio de Ellington Field | Parámetros climáticos promedio de Ellington Field | Parámetros climáticos promedio de Ellington Field |
| Mes                                               | Ene.                                              | Feb.                                              | Mar.                                              | Abr.                                              | May.                                              | Jun.                                              | Jul.                                              | Ago.                                              | Sep.                                              | Oct.                                              | Nov.                                              | Dic.                                              | Anual                                             |
| ------------------------------------------------- | ------------------------------------------------- | ------------------------------------------------- | ------------------------------------------------- | ------------------------------------------------- | ------------------------------------------------- | ------------------------------------------------- | ------------------------------------------------- | ------------------------------------------------- | ------------------------------------------------- | ------------------------------------------------- | ------------------------------------------------- | ------------------------------------------------- | ------------------------------------------------- |
| Temp. máx. abs. (°C)                              | 29.4                                              | 30.6                                              | 35.6                                              | 34.4                                              | 36.7                                              | 38.3                                              | 40                                                | 41.1                                              | 38.3                                              | 35.6                                              | 32.2                                              | 28.9                                              | 41.1                                              |
| Temp. máx. media (°C)                             | 16.7                                              | 18.9                                              | 22.2                                              | 25                                                | 28.9                                              | 31.7                                              | 32.8                                              | 33.3                                              | 31.1                                              | 27.2                                              | 22.2                                              | 18.3                                              | 26.1                                              |
| Temp. mín. media (°C)                             | 6.1                                               | 7.8                                               | 11.7                                              | 15.6                                              | 19.4                                              | 22.8                                              | 23.3                                              | 23.3                                              | 21.1                                              | 15.6                                              | 11.1                                              | 7.2                                               | 16.1                                              |
| Temp. mín. abs. (°C)                              | -15                                               | -10                                               | -5.6                                              | -5.6                                              | 6.7                                               | 13.3                                              | 7.2                                               | 17.8                                              | 10                                                | 0.6                                               | -3.9                                              | -12.8                                             | -15                                               |
| Precipitación total (mm)                          | 108                                               | 76.5                                              | 81                                                | 87.9                                              | 129.8                                             | 173.7                                             | 110.7                                             | 115.3                                             | 142.7                                             | 133.6                                             | 115.3                                             | 96                                                | 1370.6                                            |
| Fuente: weather.com Sept 2009                     |                                                   |                                                   |                                                   |                                                   |                                                   |                                                   |                                                   |                                                   |                                                   |                                                   |                                                   |                                                   |                                                   |

## Las artes y la cultura
El Área de la Bahía tiene una comunidad de artistas y programas artísticos que va en aumento. El grupo Ballet y Teatro Bay Area Houston, y el grupo Ballet League City ofrecen una variedad de representaciones de ballet y del teatro musical. La Sinfonía de Clear Lake, la Orquesta Filarmónico de Pasadena, y la Orquesta Sinfónica de Baytown ofrecen múltiples interpretaciones cada año de música clásica y «pops».
Otros programas artísticos existen en la región también. La Alianza de Arte de Clear Lake, un grupo de 50 organismos artísticos, planea con regularidad exposiciones de arte, representaciones del teatro musical, y otros programas. Grupos teatritos como el Teatrito de Pasadena, el Teatro del Campo de Clear Creek (Nassau Bay), el Teatrito Harbour Playhouse (Dickinson), y el Teatrito Baytown ofrecen representaciones con regularidad. Conciertos gratis, fiestas de las comunidades, y otros eventos culturales ocurren en lugares como el Parque de la Feria de Pasadena y el parque League Park Plaza (League City). El Festival Cinemático de la Costa del Golfo en Clear Lake exhibe anualmente películas independientes de artistas locales, regionales y internacionales. Y también, en la tradición del estado de Texas, exposiciones del rodeo ocurren anualmente en la Exposición de Ganados y Rodeo de Pasadena y la Feria y Rodeo del Condado de Galveston (Hitchcock).
Los museos en la región incluyen el Museo de Historia de San Jacinto, el Museo del Área de la Bahía (Seabrook), el Museo Histórico de Pasadena, el Museo de West Bay Common School (League City), el Museo Histórico de Baytown, el Museo de Texas City, el Museo del Longhorn de Buttler (League City) y el Museo de Ferrocarriles de Dickinson.

## Parques y monumentos

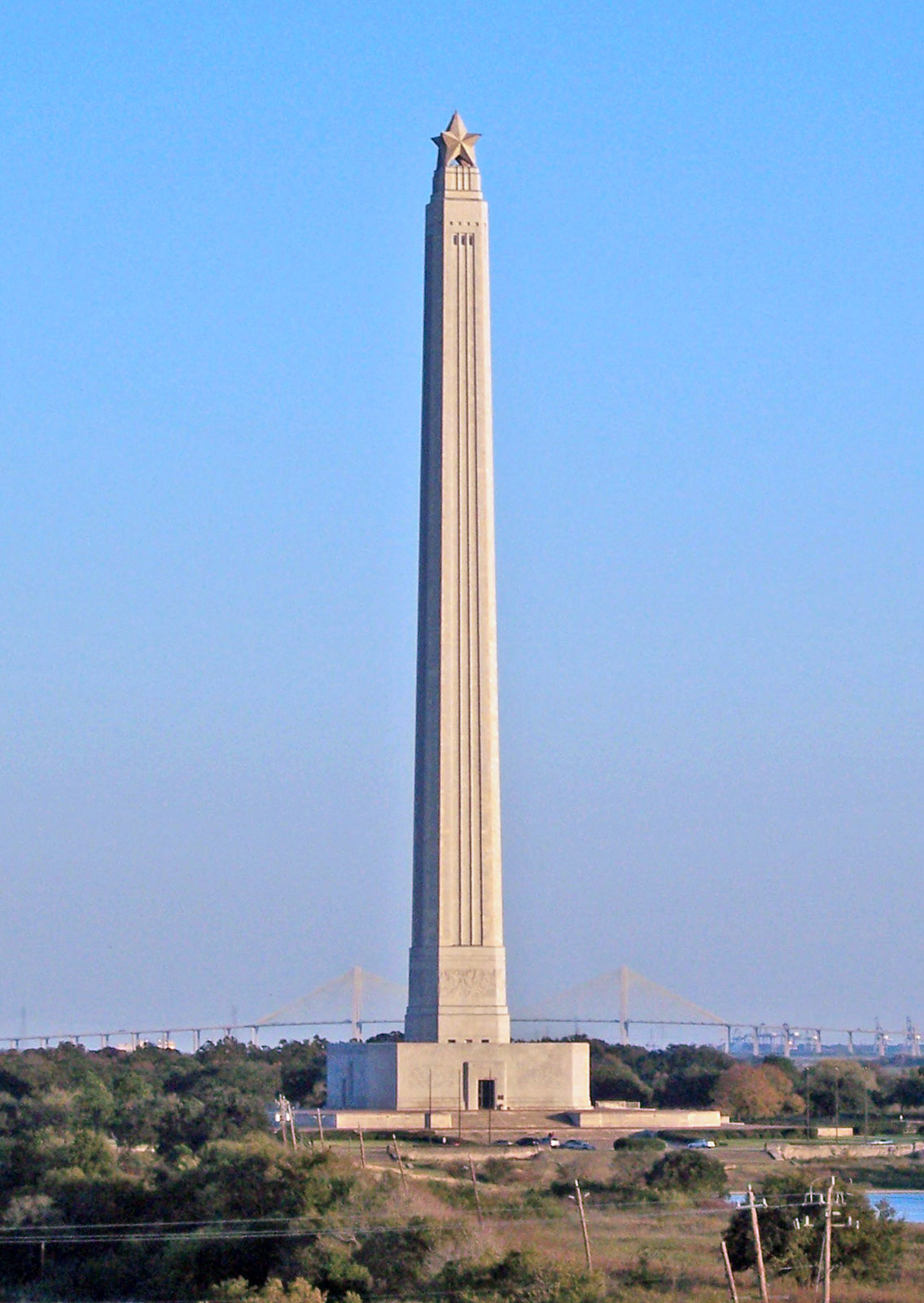
Monumento de San Jacinto.

El Área de la Bahía contiene varios parques y monumentos.
- Emplazamiento de Campo de Batalla San Jacinto (San Jacinto Battleground State Historic Site, La Porte)
- Centro de la Naturaleza Armand Bayou (Armand Bayou Nature Center, Pasadena)
- Reserva de Fauna y Parque Seabrook (Seabrook Wildlife Refuge and Park)
- Parque del Área de la Bahía (Bay Area Park, Clear Lake)
- Parque Conmemorativo Challenger 7 (Challenger 7 Memorial Park, Webster)
- Parque de Sylvan Beach (Sylvan Beach Park, La Porte)
- Parque de la Naturaleza Clear Creek (Clear Creek Nature Park, League City)
- Centro de la Naturaleza Baytown (Baytown Nature Center)
- Centro de Educación y Esparcimiento del Humedal Eddie V. Gray (Eddie V. Gray Wetlands Education and Recreation Center, Baytown)
- Arboreto Chandler (Chandler Arboretum, Baytown)
- Parque Fort Anahuac (Fort Anahuac Park)
- Reserva de Fauna Anáhuac (Anahuac National Wildlife Refuge)
- Parque Paul Hopkins (Paul Hopkins Park, Dickinson)[32]